# Vuelta a España 2023/8. Etappe
Die 8. Etappe der Vuelta a España 2023 fand am 2. September 2023 statt und führte die 78. Austragung des spanischen Etappenrennens ins Hinterland der Costa Blanca. Die Strecke führte von Dénia über 165 hügelige Kilometer zum Xorret de Cáti, wobei im Finale der gleichnamige Anstieg absolviert werden musste. Nach der Zielankunft hatten die Fahrer insgesamt 1274,8 Kilometer absolviert, was 40,3 % der Gesamtdistanz der Rundfahrt entspricht.
Den Etappensieg sicherte sich der Slowene Primož Roglič (Jumbo-Visma), der sich im Sprint vor Remco Evenepoel (Soudal Quick-Step) und Juan Ayuso (UAE Team Emirates) durchsetzte. Sein Teamkollege Sepp Kuss übernahm das Rote Trikot von Lenny Martinez (Groupama-FDJ).

## Streckenführung
Nach dem Start in Dénia führten die ersten Kilometer flach nach Pego, ehe mit der Alto de Vall d'Ebo (540 m) die erste Bergwertung des Tages in Angriff genommen wurde. Diese wurde bereits nach 28,8 Kilometern erreicht und war als Anstieg der 2. Kategorie klassifiziert worden. Nach einer kurzen Abfahrt blieben die Fahrer auf einem leicht ansteigenden Hochplateau, das über Alcalà de la Jovada (La Vall d’Alcalà) zum Puerto de Tollos (830 m) führte, der als Anstieg der 3. Kategorie galt. Nachdem die Kuppe nach 49,4 Kilometern überquert worden war, folgte eine längere flache Abfahrt, auf der Gorga und Benilloba durchfahren wurden. Wenig später wurde nach 81,7 Kilometern, etwa zur Hälfte der Renndistanz, eine weitere Bergwertung der 2. Kategorie auf dem Puerto de Benifallim (1015 m) abgenommen. Die nachfolgende Abfahrt führte bis kurz vor Xixona, ehe die Strecke erneut zu steigen begann und der Port de la Carrasqueta (1020 m) in Angriff genommen wurde. Dieser Anstieg der 2. Kategorie wies auf einer Länge von 10,9 Kilometern eine durchschnittliche Steigung von 4,6 % auf und wurde nach 110,2 Kilometern überquert. Auf der Kuppe wurde zudem ein Bonussprint ausgefahren, bei dem Zeitbonifikationen für die Gesamtwertung vergeben wurden. Nach einer kurzen Abfahrt und einer anschließenden Gegensteigung wurde in Ibi bei Kilometer 124,5 der einzige Zwischensprint ausgefahren. Unmittelbar darauf führte die Strecke gen Norden zur Ermita de Polop Alt, ehe sie die Fahrer über den Puerto de Canalís de Onil zurück in Richtung Süden leitete. Trotz des hügeligen Profils wurden in diesem Streckenabschnitt keine weiteren Punkte im Kampf um die Bergwertung vergeben.
Nach der Abfahrt vom Puerto de Canalís de Onil führte die Strecke über Castalla zum Xorret de Catí. Die 3,9 Kilometer lange Auffahrt wies eine durchschnittliche Steigung von 11,4 % auf, wobei im oberen Teil maximale Steigungsprozente von bis zu 22 % erreicht wurden. Auf der Kuppe wird 3,3 Kilometer vor dem Ziel eine Bergwertung der 1. Kategorie abgenommen, ehe eine kurze steile Abfahrt folgte. Das Ziel befand sich nach einem flachen Kilometer beim Monumento al Ciclista.
|                            | Ort                    | Kilometer | Länge (km) | Höhe (m) | Ø Steigung |
| -------------------------- | ---------------------- | --------- | ---------- | -------- | ---------- |
| Start                      | Dénia                  | 0,0       |            |          |            |
| Bergwertung (2. Kategorie) | Alto de Vall d'Ebo     | 28,8      | 7,9        | 540      | 5,7 %      |
| Bergwertung (3. Kategorie) | Puerto de Tollos       | 49,4      | 4,2        | 830      | 5,6 %      |
| Bergwertung (2. Kategorie) | Puerto de Benifallim   | 81,7      | 9,5        | 1015     | 4,9 %      |
| Bergwertung (2. Kategorie) | Port de la Carrasqueta | 110,2     | 10,9       | 1020     | 4,6 %      |
| Bonussprint                | Port de la Carrasqueta | 110,2     |            |          |            |
| Zwischensprint             | Ibi                    | 124,5     |            |          |            |
| Bergwertung (1. Kategorie) | Xorret de Catí         | 161,7     | 3,9        | 1098     | 11,4 %     |
| Ziel                       | Xorret de Catí         |           |            |          |            |

## Rennverlauf
Nach dem Start kam es zu mehreren Angriffen im Hauptfeld, wobei sich keine Gruppe entscheidend absetzen konnte. In der hektischen Startphase kamen unter anderen auch João Almeida (UAE Team Emirates) und Santiago Buitrago (Bahrain Victorious) zu Sturz. Beide konnten das Rennen jedoch fortsetzen. Die erste Bergwertung auf dem Alto de Vall d'Ebo sicherte sich Jesús Herrada (Cofidis) vor Andreas Kron (Lotto Dstny) und Pelayo Sánchez (Burgos-BH). In der anschließenden Abfahrt formierte sich eine 30 Fahrer umfassende Ausreißergruppe, in der folgende Mannschaften (sortiert nach dem bestplatzierten Fahrer in der Gesamtwertung) vertreten waren: Cristián Rodríguez (Arkéa-Samsic), Damiano Caruso, Antonio Tiberi (beide Bahrain Victorious), Romain Bardet (DSM-Firmenich), Ben Zwiehoff (Bora-hansgrohe), Javier Romo, Wadim Pronski (beide Astana Qazaqstan), Paul Ourselin, Fabien Doubey (beide TotalEnergies), Jonathan Castroviejo (Ineos Grenadiers), Finn Fisher-Black (UAE Team Emirates), Lennert van Eetvelt, Sylvain Moniquet, Andreas Kron, Thomas de Gendt (alle Lotto Dstny), Nicolas Prodhomme (AG2R Citroën), Nélson Oliveira, Oier Lazkano (beide Movistar), Rubén Fernández, Jesús Herrada (beide Cofidis), Kenny Elissonde, Bauke Mollema (Lidl-Trek), Rui Costa (Intermarché-Circus-Wanty), Diego Camargo, Julius van den Berg (beide EF Education-EasyPost), Joel Nicolau (Caja Rural-Seguros RGA), Pelayo Sánchez, José Manuel Díaz (beide Burgos-BH), Welay Hagos Berhe und Callum Scotson (Jayco AlUla).
Auch auf dem Puerto de Tollos sicherte sich Jesús Herrada die meisten Bergpunkte. Im Anschluss kam es erneut zu Angriffen in der Spitzengruppe, die sich im weiteren Rennverlauf immer wieder neu formierte. Zunächst war es Thomas de Gendt, der sich absetzen konnte und die Bergwertung auf dem Puerto de Benifallim gewann, ehe sich im Port de la Carrasqueta eine 20 Fahrer umfassende Gruppe bildete. Sylvain Moniquet führte über die Passhöhe und Damiano Caruso gewann im Anschluss den Zwischensprint in Ibi. Schlussendlich setzten sich mit Damiano Caruso, Andreas Kron, Rui Costa und Oier Lazkano vier Fahrer aus der ehemaligen Spitzengruppe ab und führten in den Schlussanstieg des Xorret de Catí. Ihr Vorsprung auf das Hauptfeld betrug jedoch nur noch rund eine Minute.
Im Schlussanstieg wurden die verbliebenen Ausreißer vom Hauptfeld gestellt, das zwischenzeitlich deutlich ausgedünnt worden war. Nach der anfänglichen Tempoarbeit der Jumbo-Visma-Mannschaft, forcierte Louis Vervaeke (Soudal Quick-Step) das Tempo für seinen Kapitän Remco Evenepoel. Rund fünf Kilometer vor dem Ziel fiel mit Lenny Martinez (Groupama-FDJ) der Gesamtführende zurück. Nach einem Angriff von Sepp Kuss (Jumbo-Visma) verblieben mit Remco Evenepoel, Jonas Vingegaard, Primož Roglič (beide Jumbo-Visma), Enric Mas (Movistar), Juan Ayuso, João Almeida und Marc Soler (alle UAE Team Emirates) nur acht Fahrer in der ehemaligen Hauptgruppe. Der US-Amerikaner wurde jedoch kurz vor der Kuppe des Schlussanstiegs gestellt, wobei sich Remco Evenepoel die meisten Punkte im Kampf um die Bergwertung sicherte. Nach der anschließenden Abfahrt setzte sich Primož Roglič im Sprint vor Remco Evenepoel und Juan Ayuso durch. Mit einem Rückstand von zwei Sekunden folgten die weiteren Fahrer der Spitzengruppe. Zu den Verlierern des Tages zählten Alexander Wlassow und Cian Uijtdebroeks (beide Bora-hansgrohe), die rund 30 Sekunden und eine Minute verloren. Geraint Thomas (Ineos Grenadiers) büßte mehr als drei Minuten ein.
In der Gesamtwertung übernahm Sepp Kuss das Rote Trikot von Lenny Martinez, der das Ziel als 13. mit einem Rückstand von einer Minute und zehn Sekunden erreichte und in der Gesamtwertung auf Rang drei zurückfiel. Der erste Verfolger von Sepp Kuss war nun Marc Soler mit 43 Sekunden Rückstand. Remco Evenepoel rückte mit zwei Minuten und 31 Sekunden Rückstand auf den sechsten Platz vor, dicht gefolgt von Primož Roglič, Jonas Vingegaard, Enric Mas, Juan Ayuso und João Almeida, die nur durch wenige Sekunden getrennt waren. Auf den Rängen vier und fünf des Gesamtklassements hielten sich Wout Poels und Mikel Landa (beide Bahrain Victorious), die nach ihrem erfolgreichen Fluchtversuch auf der 6. Etappe im Gesamtklassement vorgerückt waren. In der Punkte- und Bergwertung verteidigten Kaden Groves (Alpecin-Deceuninck) und Eduardo Sepúlveda (Lotto Dstny) ihre Führung. Lenny Martinez führte weiterhin die Nachwuchswertung an, während das Team Jumbo-Visma die Spitze der Mannschaftswertung übernahm. Oier Lazkano wurde zum kämpferischsten Fahrer gewählt. Mit Pierre Latour (TotalEnergies) und Samuel Gaze (Alpecin-Deceuninck) gab es während der Etappe zwei Aufgaben, womit noch 162 Fahrer im Rennen verblieben.

## Ergebnis
| \| Etappenergebnis \| Etappenergebnis \| Etappenergebnis \| Etappenergebnis \| Etappenergebnis \| \| Fahrer \| Fahrer \| Land \| Team \| Zeit \| \| --------------- \| ----------------- \| ------------------ \| ------------------ \| --------------- \| \| 1. \| Primož Roglič \| Slowenien \| Jumbo-Visma \| 4 h 13 min 52 s \| \| 2. \| Remco Evenepoel \| Belgien \| Soudal Quick-Step \| + 0 s \| \| 3. \| Juan Ayuso \| Spanien \| UAE Team Emirates \| + 0 s \| \| 4. \| Enric Mas \| Spanien \| Movistar Team \| + 2 s \| \| 5. \| Jonas Vingegaard \| Dänemark \| Jumbo-Visma \| + 2 s \| \| 6. \| João Almeida \| Portugal \| UAE Team Emirates \| + 2 s \| \| 7. \| Sepp Kuss \| Vereinigte Staaten \| Jumbo-Visma \| + 2 s \| \| 8. \| Marc Soler \| Spanien \| UAE Team Emirates \| + 2 s \| \| 9. \| Wout Poels \| Niederlande \| Bahrain Victorious \| + 34 s \| \| 10. \| Alexander Wlassow \| Neutrales Banner \| Bora-Hansgrohe \| + 39 s \| |                   |                    |                    |                 |
| |                   |                    |                    |                 |
| Quelle: ProCyclingStats |                   |                    |                    |                 |
| Etappenergebnis |                   |                    |                    |                 |
| Fahrer | Fahrer            | Land               | Team               | Zeit            |
| 1. | Primož Roglič     | Slowenien          | Jumbo-Visma        | 4 h 13 min 52 s |
| 2. | Remco Evenepoel   | Belgien            | Soudal Quick-Step  | + 0 s           |
| 3. | Juan Ayuso        | Spanien            | UAE Team Emirates  | + 0 s           |
| 4. | Enric Mas         | Spanien            | Movistar Team      | + 2 s           |
| 5. | Jonas Vingegaard  | Dänemark           | Jumbo-Visma        | + 2 s           |
| 6. | João Almeida      | Portugal           | UAE Team Emirates  | + 2 s           |
| 7. | Sepp Kuss         | Vereinigte Staaten | Jumbo-Visma        | + 2 s           |
| 8. | Marc Soler        | Spanien            | UAE Team Emirates  | + 2 s           |
| 9. | Wout Poels        | Niederlande        | Bahrain Victorious | + 34 s          |
| 10. | Alexander Wlassow | Neutrales Banner   | Bora-Hansgrohe     | + 39 s          |

## Gesamtstände
| \| Gesamtwertung \| Gesamtwertung \| Gesamtwertung \| Gesamtwertung \| Gesamtwertung \| \| Fahrer \| Fahrer \| Land \| Team \| Zeit \| \| ------------- \| ---------------- \| ------------------ \| ------------------ \| ---------------- \| \| 1. \| Sepp Kuss \| Vereinigte Staaten \| Jumbo-Visma \| 30 h 51 min 06 s \| \| 2. \| Marc Soler \| Spanien \| UAE Team Emirates \| + 43 s \| \| 3. \| Lenny Martinez \| Frankreich \| Groupama-FDJ \| + 1 min 00 s \| \| 4. \| Wout Poels \| Niederlande \| Bahrain Victorious \| + 2 min 05 s \| \| 5. \| Mikel Landa \| Spanien \| Bahrain Victorious \| + 2 min 29 s \| \| 6. \| Remco Evenepoel \| Belgien \| Soudal Quick-Step \| + 2 min 31 s \| \| 7. \| Primož Roglič \| Slowenien \| Jumbo-Visma \| + 2 min 38 s \| \| 8. \| Jonas Vingegaard \| Dänemark \| Jumbo-Visma \| + 2 min 42 s \| \| 9. \| Enric Mas \| Spanien \| Movistar Team \| + 2 min 42 s \| \| 10. \| Juan Ayuso \| Spanien \| UAE Team Emirates \| + 2 min 52 s \| |                  |                    |                    |                  |
| |                  |                    |                    |                  |
| Quelle: ProCyclingStats |                  |                    |                    |                  |
| Gesamtwertung |                  |                    |                    |                  |
| Fahrer | Fahrer           | Land               | Team               | Zeit             |
| 1. | Sepp Kuss        | Vereinigte Staaten | Jumbo-Visma        | 30 h 51 min 06 s |
| 2. | Marc Soler       | Spanien            | UAE Team Emirates  | + 43 s           |
| 3. | Lenny Martinez   | Frankreich         | Groupama-FDJ       | + 1 min 00 s     |
| 4. | Wout Poels       | Niederlande        | Bahrain Victorious | + 2 min 05 s     |
| 5. | Mikel Landa      | Spanien            | Bahrain Victorious | + 2 min 29 s     |
| 6. | Remco Evenepoel  | Belgien            | Soudal Quick-Step  | + 2 min 31 s     |
| 7. | Primož Roglič    | Slowenien          | Jumbo-Visma        | + 2 min 38 s     |
| 8. | Jonas Vingegaard | Dänemark           | Jumbo-Visma        | + 2 min 42 s     |
| 9. | Enric Mas        | Spanien            | Movistar Team      | + 2 min 42 s     |
| 10. | Juan Ayuso       | Spanien            | UAE Team Emirates  | + 2 min 52 s     |

| Punktewertung | Punktewertung       | Punktewertung | Punktewertung          | Punktewertung |
| Fahrer        | Fahrer              | Land          | Team                   | Punkte        |
| ------------- | ------------------- | ------------- | ---------------------- | ------------- |
| 1.            | Kaden Groves        | Australien    | Alpecin-Deceuninck     | 158 P.        |
| 2.            | Andrea Vendrame     | Italien       | AG2R Citroën Team      | 66 P.         |
| 3.            | Remco Evenepoel     | Belgien       | Soudal Quick-Step      | 62 P.         |
| 4.            | Andreas Kron        | Dänemark      | Lotto Dstny            | 62 P.         |
| 5.            | Geoffrey Soupe      | Frankreich    | TotalEnergies          | 61 P.         |
| 6.            | Marc Soler          | Spanien       | UAE Team Emirates      | 60 P.         |
| 7.            | Marijn van den Berg | Niederlande   | EF Education-EasyPost  | 57 P.         |
| 8.            | Edward Theuns       | Belgien       | Lidl-Trek              | 55 P.         |
| 9.            | Sebastián Molano    | Kolumbien     | UAE Team Emirates      | 48 P.         |
| 10.           | Orluis Aular        | Venezuela     | Caja Rural-Seguros RGA | 47 P.         |

| Bergwertung | Bergwertung       | Bergwertung        | Bergwertung           | Bergwertung |
| Fahrer      | Fahrer            | Land               | Team                  | Punkte      |
| ----------- | ----------------- | ------------------ | --------------------- | ----------- |
| 1.          | Eduardo Sepúlveda | Argentinien        | Lotto Dstny           | 21 P.       |
| 2.          | Remco Evenepoel   | Belgien            | Soudal Quick-Step     | 20 P.       |
| 3.          | Jesús Herrada     | Spanien            | Cofidis               | 12 P.       |
| 4.          | Sepp Kuss         | Vereinigte Staaten | Jumbo-Visma           | 10 P.       |
| 5.          | Jonas Vingegaard  | Dänemark           | Jumbo-Visma           | 10 P.       |
| 6.          | Damiano Caruso    | Italien            | Bahrain Victorious    | 9 P.        |
| 7.          | Primož Roglič     | Slowenien          | Jumbo-Visma           | 8 P.        |
| 8.          | Thomas De Gendt   | Belgien            | Lotto Dstny           | 7 P.        |
| 9.          | Javier Romo       | Spanien            | Astana Qazaqstan Team | 7 P.        |
| 10.         | Matteo Sobrero    | Italien            | Team Jayco AlUla      | 6 P.        |

| Nachwuchswertung | Nachwuchswertung  | Nachwuchswertung | Nachwuchswertung   | Nachwuchswertung |
| Fahrer           | Fahrer            | Land             | Team               | Zeit             |
| ---------------- | ----------------- | ---------------- | ------------------ | ---------------- |
| 1.               | Lenny Martinez    | Frankreich       | Groupama-FDJ       | 30 h 52 min 06 s |
| 2.               | Remco Evenepoel   | Belgien          | Soudal Quick-Step  | + 1 min 31 s     |
| 3.               | Juan Ayuso        | Spanien          | UAE Team Emirates  | + 1 min 52 s     |
| 4.               | João Almeida      | Portugal         | UAE Team Emirates  | + 2 min 09 s     |
| 5.               | Cian Uijtdebroeks | Belgien          | Bora-Hansgrohe     | + 3 min 08 s     |
| 6.               | Einer Rubio       | Kolumbien        | Movistar Team      | + 4 min 00 s     |
| 7.               | Santiago Buitrago | Kolumbien        | Bahrain Victorious | + 4 min 32 s     |
| 8.               | Attila Valter     | Ungarn           | Jumbo-Visma        | + 8 min 19 s     |
| 9.               | Michel Ries       | Luxemburg        | Arkéa-Samsic       | + 22 min 14 s    |
| 10.              | Antonio Tiberi    | Italien          | Bahrain Victorious | + 23 min 49 s    |

| Mannschaftswertung | Mannschaftswertung     | Mannschaftswertung           | Mannschaftswertung |
| Team               | Team                   | Land                         | Zeit               |
| ------------------ | ---------------------- | ---------------------------- | ------------------ |
| 1.                 | Jumbo-Visma            | Niederlande                  | 92 h 02 min 50 s   |
| 2.                 | UAE Team Emirates      | Vereinigte Arabische Emirate | + 1 min 12 s       |
| 3.                 | Bahrain Victorious     | Bahrain                      | + 2 min 52 s       |
| 4.                 | Bora-Hansgrohe         | Deutschland                  | + 11 min 19 s      |
| 5.                 | Movistar Team          | Spanien                      | + 20 min 23 s      |
| 6.                 | Ineos Grenadiers       | Vereinigtes Königreich       | + 26 min 37 s      |
| 7.                 | Soudal Quick-Step      | Belgien                      | + 28 min 57 s      |
| 8.                 | Groupama-FDJ           | Frankreich                   | + 37 min 49 s      |
| 9.                 | Caja Rural-Seguros RGA | Spanien                      | + 41 min 30 s      |
| 10.                | EF Education-EasyPost  | Vereinigte Staaten           | + 44 min 44 s      |

## Ausgeschiedene Fahrer
- Samuel Gaze (Alpecin-Deceuninck): beendete die Etappe wegen Krankheit nicht.[4]
- Pierre Latour (TotalEnergies): beendete die Etappe wegen Sturzfolgen nicht.[4]